# Tembeassu marauna
Tembeassu marauna är en fiskart som beskrevs av Triques, 1998. Tembeassu marauna ingår i släktet Tembeassu och familjen Apteronotidae. Inga underarter finns listade i Catalogue of Life.